# Coolangatta
Coolangatta is een badplaats in het uiterste zuidoosten van de Australische deelstaat Queensland. De plaats maakt bestuurlijk gezien uit van Gold Coast en grenst direct aan Tweed Heads in de deelstaat New South Wales bij de monding van de Tweed River. In de loop van de negentiende eeuw ontstond er een Europese nederzetting en in 1883 werd Coolangatta als grensplaats officieel gesticht. De plaats ontwikkelde zich begin twintigste eeuw als toeristische bestemming vanwege de stranden en was in trek bij surfers. Tegenwoordig er worden jaarlijks verschillende surfwedstrijden georganiseerd. Daarnaast bevindt het vliegveld van Gold Coast zich in Coolangatta. In 2016 telde de plaats 5.948 inwoners.

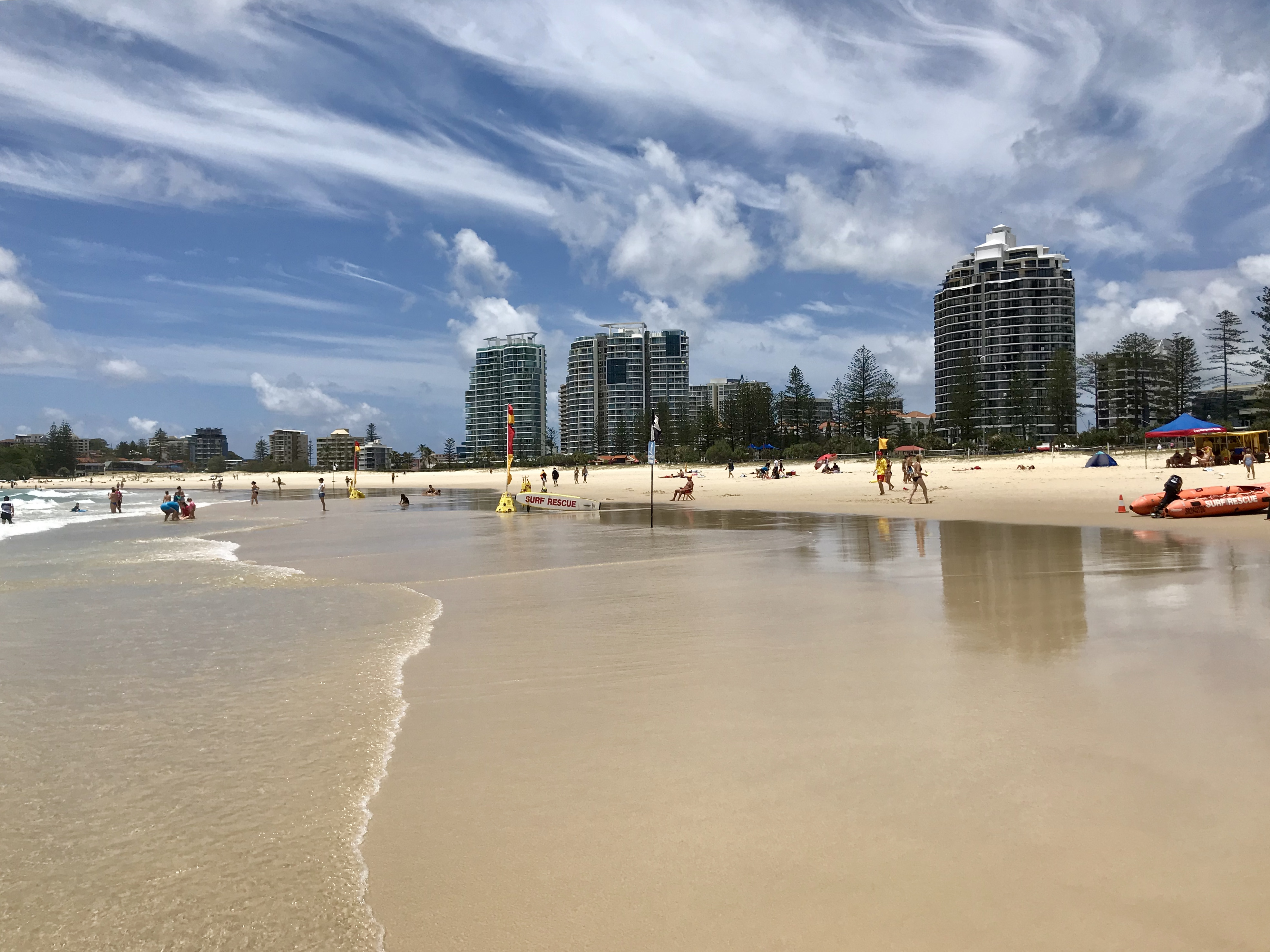
het strand van Coolangatta
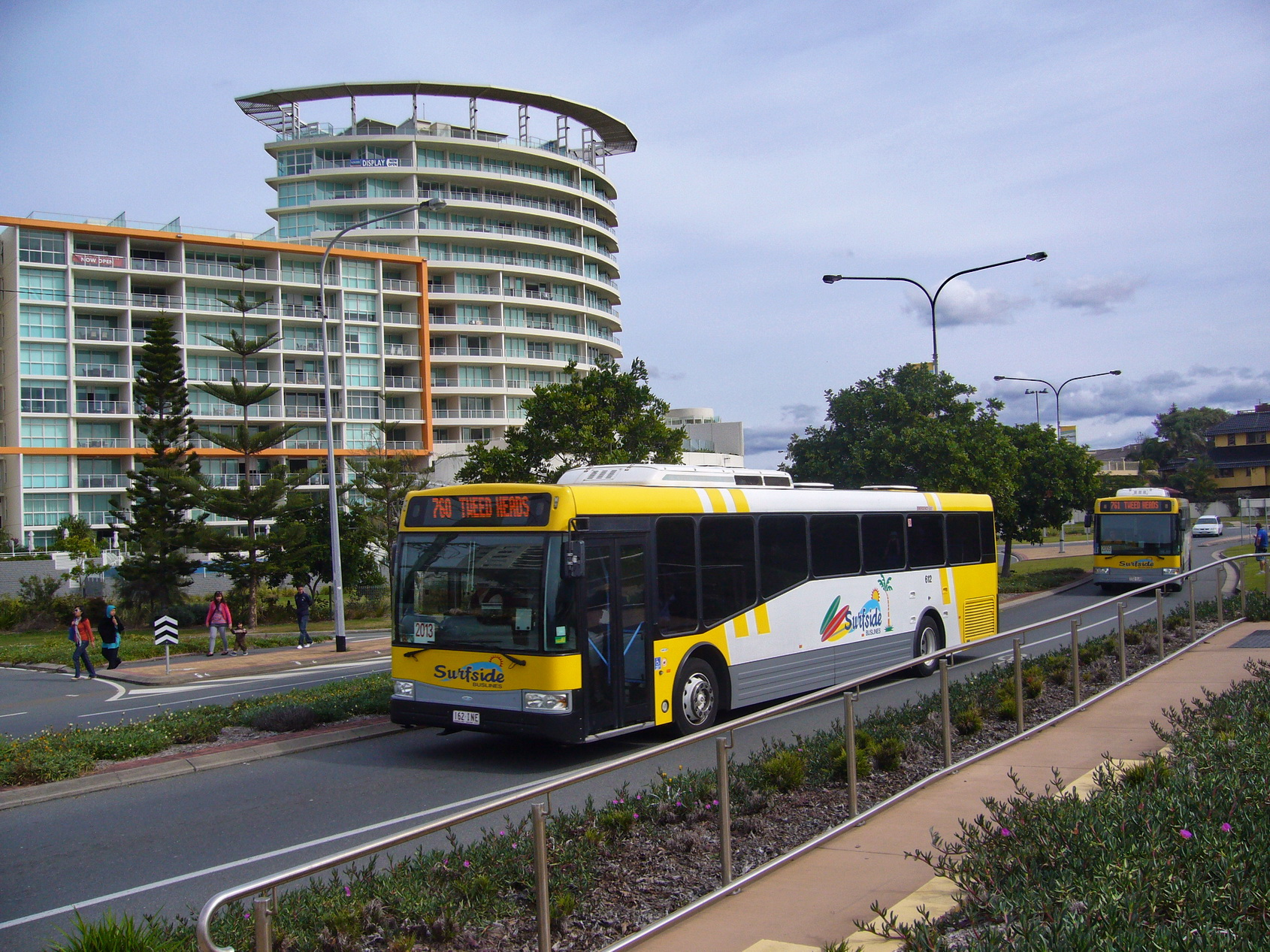
bus in Coolangatta